# 国道344号

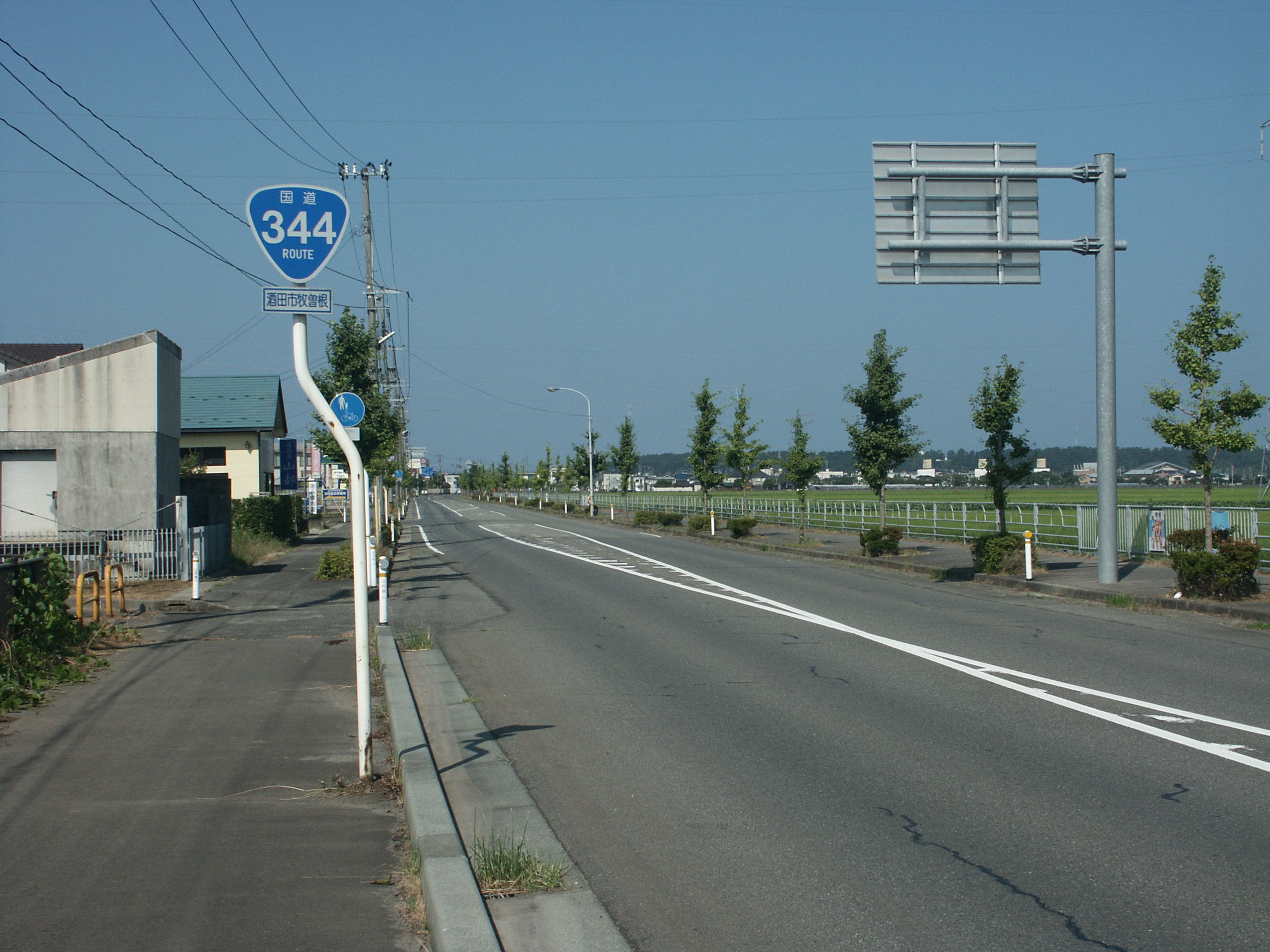
山形県酒田市牧曽根付近

国道344号（こくどう344ごう）は、秋田県湯沢市から山形県酒田市に至る一般国道である。

## 概要
起点から山形県最上郡金山町まで国道13号に重複する。最上郡金山町からは丁岳山地を東西に横切り酒田市まで伸びる山道になる。よって国道344号の国道標識のある区間は山形県内だけで、秋田県側の単独区間は存在しない。

### 路線データ
一般国道の路線を指定する政令に基づく起終点および重要な経過地は次のとおり。
- 起点：湯沢市（字南新町27番[1]、湯沢駅前交差点 = 国道13号上、秋田県道185号湯沢停車場線終点[1]）
- 終点：酒田市（吉田新田、上安町交差点 = 国道7号交点）
- 重要な経過地：秋田県雄勝郡雄勝町[注釈 3]、山形県最上郡金山町、同県飽海郡八幡町[注釈 4]
- 総延長 : 97.4 km（秋田県 24.3 km、山形県 73.1 km）重用延長を含む[3][注釈 5]
- 重用延長 : 40.5 km（秋田県 24.3 km、山形県 16.2 km）[3][注釈 5]
- 未供用延長 : なし[3][注釈 5]
- 実延長 : 56.9 km（秋田県 - km、山形県 56.9 km）[3][注釈 5]
  - 現道 : 56.9 km（秋田県 - km、山形県 56.9 km）[3][注釈 5]
  - 旧道 : なし[3][注釈 5]
  - 新道 : なし[3][注釈 5]
- 指定区間：国道13号と重複する区間（秋田県湯沢市・湯沢駅前交差点（起点） - 山形県最上郡金山町金山）[4]
- 冬季閉鎖区間：なし

## 歴史
- 1975年（昭和50年）4月1日 - 一般国道344号（秋田県湯沢市 - 山形県酒田市）として指定[5]。
- 2024年（令和6年）7月26日 - 豪雨の影響で各所が損壊。土砂崩れや道路脇の斜面の崩落の影響で、酒田市観音寺から最上郡真室川町差首鍋の23.1 kmの区間が通行止めとなる。酒田市側の観音寺から北青沢までの11 kmの区間は10月下旬に通行止めが解除され、10月25日に全面通行止めが解除された[6][7]。この豪雨では沿線を流れる荒瀬川も氾濫しており、荒瀬川の河川拡幅に合わせ白玉橋の掛け替えが発表された[8]。

## 路線状況

### バイパス
- 主寝坂道路（国道13号と重複）

### 重複区間
- 国道13号（秋田県湯沢市字南新町・湯沢駅前交差点（起点） - 山形県最上郡金山町金山）
- 国道345号（山形県酒田市観音寺 - 酒田市市条）

### 道路施設

#### トンネル
- 山形県
  - 青沢トンネル（最上郡真室川町 - 酒田市）

## 地理

### 通過する自治体
- 秋田県
  - 湯沢市
- 山形県
  - 最上郡真室川町 - 最上郡金山町 - 最上郡真室川町 - 酒田市

### 交差する道路
- 国道13号（秋田県湯沢市字南新町・湯沢駅前交差点（起点））
- 国道13号（山形県最上郡金山町）【北緯38度53分16.7秒 東経140度19分55.6秒 / 北緯38.887972度 東経140.332111度】
- 国道345号（山形県酒田市観音寺）
- 国道345号（山形県酒田市市条）
- 国道7号（山形県酒田市吉田新田・上安町交差点（終点））

### 沿線
- JR東日本奥羽本線 真室川駅（山形県最上郡真室川町）
- 鮭川（山形県最上郡真室川町）
- 青沢越
- 荒瀬川（山形県酒田市）
- 酒田市立鳥海八幡中学校（酒田市小泉）
- 国土交通省 酒田河川国道事務所（酒田市上安町）